# Wapen van Borger

Wapen van Borger

Het wapen van Borger bestaat uit het gegeerde schild van de voormalige gemeente Borger met daarop een rood kraaghalsflesje en een hartschild met het familiewapen van De Mepsche, het ontwerp is van Gerlof Bontekoe. De beschrijving luidt:
Gegeerd van acht stukken van zilver en sabel; in het zilveren stuk van het eerste kwartier een kraaghalsflesje van keel; met een hartschild doorsneden van goud en sabel, waaroverheen een uitgerukte boomstronk, doorsneden van keel en zilver. Het schild gedekt met een gouden kroon van drie bladeren en twee paarlen."

## Geschiedenis
De verdeling van het schild symboliseert de bodemgesteldheid van de gemeente, bestaande uit zand en veen. Volgens Rietstap begint de eerste geer (vlakverdeling op het schild) bij een wapenbeschrijving in de rechterbovenhoek, om vervolgens linksom te gaan. Heraldisch links en rechts is beschouwd van de schildrager, het tegenovergestelde van de kijker. De eerste geer is op de tekening zwart, waar het volgens de beschrijving zilver zou moeten horen. Bij het wapen van Almere is dit wel correct uitgevoerd. Het kruikje staat symbool voor de prehistorische bewoners in de gemeente met het grootste aantal hunebedden in Nederland. De bouwers van hunebedden gebruikten aardewerk dat archeologen trechterbekeraardewerk noemen. De zogenaamde kraaghalsfles is een type fles uit de Trechterbekercultuur. Veel van dit aardewerk werd in hunebedden gevonden. Het flesje op het wapen is uniek voor de streek in Drenthe. Het was de wens van de gemeente om de flesjes op elk zilveren vlak te plaatsen. Dit werd afgewezen door de Hoge Raad van Adel, omdat zij dat te overdadig vonden. Over het flesje heeft langdurige correspondentie plaatsgevonden tussen de Raad en de gemeente. Het hartschild is afkomstig van het geslacht De Mepsche, heren van de Westrup, de enige havezate in de gemeente. Op 14 december 1950 werd het wapen verleend aan de gemeente Borger. In 1998 ging de gemeente op in Borger-Odoorn, er werden geen elementen van Borger overgenomen in het wapen van Borger-Odoorn.
Anloo
· Beilen
· Borger
· Dalen
· Diever
· Dwingeloo
· Eelde
· Gasselte
· Gieten
· Havelte
· Nijeveen
· Norg
· Odoorn
· Oosterhesselen
· Peize
· Roden
· Rolde
· Ruinen
· Ruinerwold
· Schoonebeek
· Sleen
· Smilde
· Vledder
· Vries
· Westerbork
· De Wijk
· Zuidlaren
· Zuidwolde
· Zweeloo

Dorpswapens:
Hollandscheveld
· Wapse
· Zorgvlied